# إد هورتون
إد هورتون (بالإنجليزية: Ed Horton)‏ مواليد 17 ديسمبر 1967 في سبرينغفيلد، هو لاعب كرة سلة أمريكي معتزل. تم اختياره من قبل فريق واشنطن ويزاردز خلال الدرافت. حمل الرقم 32. يبلغ طوله 6 قدم 8 بوصة (2.0 م).

## المسيرة الاحترافية
لعب مع واشنطن ويزاردز في موسم 1989–1990، ثم لعب مع مكابي تل أبيب لكرة السلة في موسم 1990–1991، ثم لعب مع بينارول دي مار ديل بلاتا في الدوري الأرجنتيني في سنة 1994.

## روابط خارجية
- إد هورتون على موقع إن بي أي (الإنجليزية)
- إد هورتون على موقع سبورتس رفرنس (الإنجليزية)
- إد هورتون على موقع كرة السلة الأوروبية.كوم (الإنجليزية)
- إد هورتون على موقع كلية كرة السلة في سبورتس رفرنس.كوم (الإنجليزية)
- إد هورتون على موقع ريلجم (الإنجليزية)
- إد هورتون على موقع بروبوليرز (الإنجليزية)